# 多羅日涅 (文尼察州)
49°22′20″N 28°30′42″E / 49.37222°N 28.51167°E
多羅日涅（烏克蘭語：Дорожнє）是烏克蘭西南部文尼察州文尼察區斯特里扎夫卡市镇的村落。始建於1880年，面積0.33平方公里，海拔高度262米，2001年人口613，人口密度每平方公里1,846.39人。
2024年9月19日乌克兰最高拉达将此镇的乌克兰语名从改为。